# Iamos
Iamos (altgriechisch Ἴαμος Íamos, deutsch ‚Veilchenreich‘, von ἴον íon, deutsch ‚Veilchen‘) war der mythische Ahne der Iamiden in Olympia, eines Seher- und Priestergeschlechts. Er war der Sohn der Poseidontochter Euadne und des Apollon. 
Da sich Euadne der Schwangerschaft schämte, verbarg sie den Neugeborenen zwischen Veilchen in einem Gebüsch, woher sein Name rührte. Er wurde dort von Schlangen mit Honig ernährt. Dem Ziehvater der Euadne, Aipytos, prophezeite Apollon, Iamos werde ein herausragender Seher und Begründer eines lang anhaltenden Geschlechts von Sehern werden. Als der herangewachsene Iamos in den Alpheios stieg, um Poseidon und Apollon nach seiner Bestimmung zu fragen, eröffnete ihm sein Vater, er solle seiner Stimme folgen, führte ihn nach Olympia und verlieh ihm die Fähigkeit, sowohl aus dem Flug der Vögel als auch aus dem Rauch verbrannter Rinderhäute zu weissagen. Apollon begründete somit durch ihn das olympische Orakel am Zeusaltar.
Die Nachfahren des Iamos, die ursprünglich wohl Herrschaft und Priesteramt in der eleischen Pisatis innehatten, behielten das erbliche Seheramt in Olympia fast eintausend Jahre lang. Neben dem eleisch-olympischen Familienzweig gab es weitere in Messenien, Sparta, Arkadien und Sizilien.